# アメリカン・スターズン・バーズ
『アメリカン・スターズン・バーズ』（American Stars 'n Bars）は、カナダ系アメリカ人のフォーク・ロック・ソングライター、ニール・ヤングの8枚目のスタジオ・アルバム

## 概要
1977年にリプリーズ・レコードからリリースされた。ヤングの代表曲のひとつである「ライク・ア・ハリケーン」が収録されている。ビルボード200で21位を記録し、RIAAゴールド認定を受けた。
1975年11月にアルバム『ズマ』をリリースし、その後クレイジー・ホースと春の海外ツアーを行った後、ヤングはスティーヴン・スティルスとのパートナーシップを再燃させた。アルバム『太陽への旅路』のプロモーション・ツアーの後、ヤングはクレイジー・ホースとのアメリカでのツアーを続け、1977年前半は活動を休止していた。1977年4月のセッションでカントリー・ロックの楽曲を数曲レコーディングした後、それ以前の様々なレコーディング日から追加トラックを集め、ニュー・アルバムの第2面を構成した。
「Homegrown」と「Star of Bethlehem」は当初、彼のアルバム『ホームグロウン』に収録される予定だったが、当時はお蔵入りになっていた。この2曲は「Like a Hurricane」、「Hold Back the Tears」、「Will to Love」とともに、ヤングの未発表アルバム・プロジェクト『クローム・ドリームズ』（2023年リリース）にも収録される予定だった。9曲中7曲は彼のレギュラー・バック・バンドであるクレイジー・ホースが参加しており、もう1曲の「Star of Bethlehem」ではカントリー・ミュージックのスター、エミルー・ハリスが参加している。1977年4月のセッションの曲はすべてカントリー・スタイルの曲で、第2面の曲はすべてそれぞれのレコーディング・セッション（1974年から1976年にかけて）のオリジナル・フォームである。

## 収録曲
| 全作詞・作曲: Neil Young ティム・ドラモンドとボビー・チャールズと書いた「Saddle Up the Palomino」を除く。「Star of Bethlehem」をナッシュヴィルのクアドラフォニック・サウンド・スタジオで録音した以外は全曲ブロークン・アロー・ランチで録音。 |                                                           | | |                |      |
| # | タイトル                                                  | 作詞 | 作曲・編曲 | Recording date | 時間 |
| 1. | 「The Old Country Waltz」(オールド・カントリー・ワルツ)   | Neil Young ティム・ドラモンド と ボビー・チャールズ と書いた「Saddle Up the Palomino」を除く。「Star of Bethlehem」を ナッシュヴィル のクアドラフォニック・サウンド・スタジオで録音した以外は全曲ブロークン・アロー・ランチで録音 | Neil Young ティム・ドラモンド と ボビー・チャールズ と書いた「Saddle Up the Palomino」を除く。「Star of Bethlehem」を ナッシュヴィル のクアドラフォニック・サウンド・スタジオで録音した以外は全曲ブロークン・アロー・ランチで録音 | April 4, 1977  | 2:58 |
| 2. | 「Saddle Up the Palomino」(パロミーノを駆って)            | Neil Young ティム・ドラモンド と ボビー・チャールズ と書いた「Saddle Up the Palomino」を除く。「Star of Bethlehem」を ナッシュヴィル のクアドラフォニック・サウンド・スタジオで録音した以外は全曲ブロークン・アロー・ランチで録音 | Neil Young ティム・ドラモンド と ボビー・チャールズ と書いた「Saddle Up the Palomino」を除く。「Star of Bethlehem」を ナッシュヴィル のクアドラフォニック・サウンド・スタジオで録音した以外は全曲ブロークン・アロー・ランチで録音 | April 4, 1977  | 3:00 |
| 3. | 「Hey Babe」(ヘイ・ベイブ)                                | Neil Young ティム・ドラモンド と ボビー・チャールズ と書いた「Saddle Up the Palomino」を除く。「Star of Bethlehem」を ナッシュヴィル のクアドラフォニック・サウンド・スタジオで録音した以外は全曲ブロークン・アロー・ランチで録音 | Neil Young ティム・ドラモンド と ボビー・チャールズ と書いた「Saddle Up the Palomino」を除く。「Star of Bethlehem」を ナッシュヴィル のクアドラフォニック・サウンド・スタジオで録音した以外は全曲ブロークン・アロー・ランチで録音 | April 4, 1977  | 3:35 |
| 4. | 「Hold Back the Tears」(ホールド・バック・ザ・ティアーズ) | Neil Young ティム・ドラモンド と ボビー・チャールズ と書いた「Saddle Up the Palomino」を除く。「Star of Bethlehem」を ナッシュヴィル のクアドラフォニック・サウンド・スタジオで録音した以外は全曲ブロークン・アロー・ランチで録音 | Neil Young ティム・ドラモンド と ボビー・チャールズ と書いた「Saddle Up the Palomino」を除く。「Star of Bethlehem」を ナッシュヴィル のクアドラフォニック・サウンド・スタジオで録音した以外は全曲ブロークン・アロー・ランチで録音 | April 4, 1977  | 4:18 |
| 5. | 「Bite the Bullet」(弾丸を噛め)                           | Neil Young ティム・ドラモンド と ボビー・チャールズ と書いた「Saddle Up the Palomino」を除く。「Star of Bethlehem」を ナッシュヴィル のクアドラフォニック・サウンド・スタジオで録音した以外は全曲ブロークン・アロー・ランチで録音 | Neil Young ティム・ドラモンド と ボビー・チャールズ と書いた「Saddle Up the Palomino」を除く。「Star of Bethlehem」を ナッシュヴィル のクアドラフォニック・サウンド・スタジオで録音した以外は全曲ブロークン・アロー・ランチで録音 | April 4, 1977  | 3:30 |

| #  | タイトル                                     | 作詞 | 作曲・編曲 | Recording date    | 時間 |
| -- | -------------------------------------------- | ---- | ---------- | ----------------- | ---- |
| 1. | 「Star of Bethlehem」(ベツレヘムの誇り)      |      |            | December 13, 1974 | 2:42 |
| 2. | 「Will to Love」(愛する決意)                 |      |            | April 25, 1976    | 7:11 |
| 3. | 「Like a Hurricane」(ライク・ア・ハリケーン) |      |            | November 29, 1975 | 8:20 |
| 4. | 「Homegrown」(ホームグロウン)                |      |            | November 19, 1975 | 2:20 |

## 参加ミュージシャン
Side one (credited to Neil Young, Crazy Horse and the Bullets)
- Neil Young – guitar, vocals
- Frank "Poncho" Sampedro – Stringman, vocal
- Billy Talbot – bass
- Ralph Molina – drums, vocals
- Carole Mayedo – violin
- Linda Ronstadt – backing vocals
- Nicolette Larson – backing vocals

Side two
"Star of Bethlehem"
- Neil Young – guitar, vocals, harmonica
- Ben Keith – dobro, vocals
- Tim Drummond – bass
- Karl T. Himmel – drums
- Emmylou Harris – vocals

"Will to Love"
- Neil Young – guitar, vocals, organ, piano, vibraphone, drums

"Like a Hurricane" (credited to Neil Young and Crazy Horse)
- Neil Young – guitar, vocals
- Frank "Poncho" Sampedro – Stringman, vocals
- Billy Talbot – bass
- Ralph Molina – drums, vocals

"Homegrown" (credited to Neil Young and Crazy Horse)
- Neil Young – guitar, vocals
- Frank "Poncho" Sampedro – guitar, vocals
- Billy Talbot – bass
- Ralph Molina – drums, vocals

### 制作スタッフ
- Neil Young, David Briggs, Tim Mulligan, Elliot Mazer – production
- Dean Stockwell – cover art
- Elliot Roberts – direction